# Estatuillas de ébano de Amenhotep III y Tiy

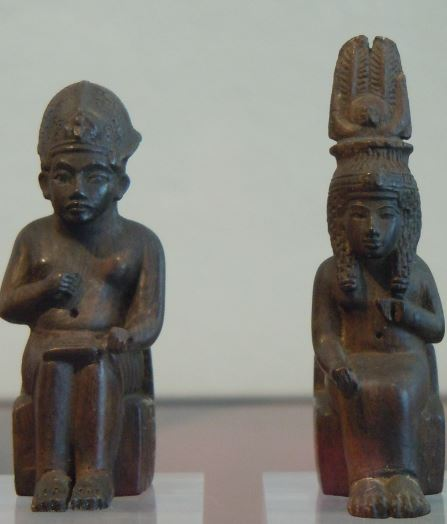
Estatuillas de ébano de Amenhotep III y su esposa Tiy.

Las estatuillas de ébano de Amenhotep III y su esposa Tiy o Teje son un ejemplo de esculturas reales de la colección egipcia del Museo Roemer y Pelizaeus en Hildesheim. Las figurillas talladas datan de la XVIII dinastía, durante el Imperio Nuevo, alrededor de 1350 a. C. Chr. (Números de inventario: PM 53a / 53b). 

## Ubicación
Wilhelm Pelizaeus adquirió las estatuillas de ébano con restos de dorado en el comercio de arte de El Cairo antes de 1907. Han estado en Hildesheim desde que hizo la donación al museo en 1909. Se cree que todos los objetos provienen del mismo hallazgo en Medinet al-Ghurab, a la entrada de Fayum, en el Egipto Medio.

## Talla
La estatuilla del rey Amenhotep III mide 5,8 cm de alto, 2,4 cm de ancho y 3,5 cm de profundidad, la de la reina Tiy mide 6,4 cm de alto, 1,8 cm de ancho y 3,3 cm de profundidad. 

## Descripción
Amenhotep III y su esposa Tiy se sientan en sencillos tronos cúbicos con respaldos bajos. Los tronos están decorados con un fino dibujo de plumas a los lados y flores de loto en la espalda. El soberano sostenía un cetro en su mano derecha, Teje una flor de loto en su mano izquierda; ambos están perdidos hoy. Amenhotep III lleva la corona azul o jepresh y el faldellín ceremonial corto, plisado. Teje está vestida con la típica túnica ceñida hasta los tobillos y lleva una fina peluca larga rizada bajo la corona hathórica de dos plumas y disco solar que durante las dinastías XVIII, XIX y XX correspondía a la gran esposa real, la consorte principal del rey. Una diadema, sosteniendo un doble ureo, rodea su frente. Las dos pequeñas figurillas sentadas con su llamativa corpulencia y proporciones rechonchas tal vez se diseñaran como retratos de vejez. Los ojos de Teje originalmente estaban provistos de incrustaciones, mientras los de Amenhotep III solo estaban pintados. Ambas figuras estaban originalmente doradas y podrían haber servido como remate para varas ceremoniales. En particular, las formas de la cara ligeramente alargadas, la boca y la nariz que sobresalen y la corpulencia de las dos figuras hablan de la creación de estas pequeñas obras de arte al inicio del período de Amarna. 